# Alexandre Charles Jacobsen
Pour les articles homonymes, voir Jacobsen.
Alexandre Charles Jacobsen, est un corsaire français, né le 5 octobre 1629 à Dunkerque et mort en février 1691 dans la même ville.

## Biographie
Issu de deux familles de marins de Dunkerque (son père était capitaine corsaire), Alexandre Charles Jacobsen pratique le cabotage en mer du Nord. 
En 1664, Louis XIV lui confie la Notre-Dame des Anges, frégate de 16 canons et 150 hommes, pour protéger le commerce français alors que la deuxième guerre anglo-hollandaise venait d'éclater : il opère en équipe avec un autre corsaire, François Panetié, sur la frégate l'Hirondelle de 26 canons et 200 hommes. En 1665 puis 1666 il sert sur deux navires corsaires, la Dunkerquoise et le Saint-Louis. Il participe aux combats et à la guerre de course contre les corsaires d'Ostende en 1667 dans le cadre de la Guerre de Dévolution. Durant la guerre de Hollande, il sert sur différents navires corsaires avant de retrouver le commandement de frégates. Son dernier commandement connu est le corsaire le Tartare en 1688 durant la guerre de la Ligue d'Augsbourg.

### Vie privée
Il épouse en 1667 Jeanne Divernet. Ils ont deux enfants. Elle meurt en couche en 1681. En janvier 1682, il épouse Jeanne Langhetée.